# Кнуров
Кнуров (пољ. Knurów) је град у Пољској у Војводству Шлеском у Повјату gliwicki. Према попису становништва из 2011. у граду је живело 39.595 становника.

## Становништво
Према прелиминарним подацима са пописа, у граду је 2011. живело 39.595 становника.
| 2002.  | 2011.  | 2012.  |
| ------ | ------ | ------ |
| 40.584 | 39.595 | 39.320 |

## Партнерски градови
- Свит
- Казинцбарцика